# La Paz, Chihuahua
La Paz är en ort i Mexiko.   Den ligger i kommunen Gran Morelos och delstaten Chihuahua, i den nordvästra delen av landet, 1 200 km nordväst om huvudstaden Mexico City. La Paz ligger 1 637 meter över havet och antalet invånare är 677.
Terrängen runt La Paz är platt åt sydväst, men åt nordost är den kuperad. Runt La Paz är det mycket glesbefolkat, med 3 invånare per kvadratkilometer. Omgivningarna runt La Paz är i huvudsak ett öppet busklandskap.